# Astala hoffmanni
Astala hoffmanni är en fjärilsart som beskrevs av Vazquez 1941. Astala hoffmanni ingår i släktet Astala och familjen säckspinnare. Inga underarter finns listade i Catalogue of Life.